# Boston Harbor Islands National Recreation Area
Das Gebiet Boston Harbor Islands National Recreation Area ist eine 520 ha große National Recreation Area, die aus den Inseln im Boston Harbor sowie einigen dem Hafengebiet vorgelagerten Inseln in Boston im Bundesstaat Massachusetts der Vereinigten Staaten besteht. Das Schutzgebiet wird vom Boston Harbor Islands Partnership verwaltet, dem unter anderem das Department of Conservation and Recreation und der National Park Service angehören, und ist Teil des Metropolitan Park System of Greater Boston.
Die meisten der Inseln sind öffentlich zugänglich, während einige sehr klein sind und der Natur überlassen wurden. Innerhalb des Schutzgebiets befindet sich auch der Boston Harbor Islands State Park, der vom Commonwealth of Massachusetts verwaltet wird. 21 der insgesamt 34 Inseln gehören zum Boston Harbor Islands Archeological District.
Im Schutzgebiet gibt es Wanderwege und Strände, ebenso können auf Georges Island das Fort Warren und auf Little Brewster Island mit dem Boston Light der älteste Leuchtturm der Vereinigten Staaten besichtigt werden. Georges Island und Spectacle Island werden in der Saison regelmäßig von Boston und Quincy aus mit Fähren angefahren. Shuttleboote fahren an Wochenenden und im Sommer auch werktags darüber hinaus weitere Inseln sowie die Städte Hull und Hingham an.
Im Jahr 1996 legten der Bostoner Bürgermeister Thomas Menino und der MIT-Professor Clifford A. Goudey
einen gemeinsamen Plan vor, um die Aquakulturen und Fischbestände im Boston Harbor neu zu beleben. Dazu wollten sie unter anderem die alten Tanks und Granitkanäle auf Moon Island nutzen.
Im Jahr 2008 fanden auf Peddocks Island Filmaufnahmen von Martin Scorsese für den Film Shutter Island statt.

## Liste der zum Schutzgebiet gehörenden Inseln und Halbinseln
Zum Schutzgebiet der Boston Harbor Islands National Recreation Area gehören:
- Bumpkin Island (Hingham)
- Button Island (Hingham)
- Calf Island (Boston)
- Deer Island (Winthrop)
- Gallops Island (Boston)
- Georges Island (Boston)
- Grape Island (Weymouth)
- Great Brewster Island (Boston)
- Green Island (Boston)
- Hangman Island (Quincy)
- Langlee Island (Hingham)
- Little Brewster Island (Boston)
- Little Calf Island (Boston)
- Long Island (Boston)
- Lovells Island (Boston)
- Middle Brewster Island (Boston)
- Moon Island (Quincy)
- Nixes Mate (Boston)
- Nut Island (Quincy)
- Outer Brewster Island (Boston)
- Peddocks Island (Hull)
- Raccoon Island (Quincy)
- Ragged Island (Hingham)
- Rainsford Island (Boston)
- Sarah Island (Hingham)
- Shag Rocks (Boston)
- Sheep Island (Weymouth)
- Slate Island (Weymouth)
- Snake Island (Winthrop)
- Spectacle Island (Boston)
- The Graves (Boston)
- Thompson Island (Boston)
- Webb Memorial Park (Weymouth)
- World’s End (Hingham)

Die beiden Inseln Castle Island und Spinnaker Island im Boston Harbor sind nicht Bestandteil der Boston Harbor Islands National Recreation Area. Ehemalige Inseln wie bspw. Apple Island, Governors Island und Noddle's Island wurden durch den Bau von East Boston und die Expansion des Logan International Airport zerstört, bevor das Schutzgebiet ausgewiesen wurde.

## Management
Die Boston Harbor Islands National Recreation Area wird vom Boston Harbor Islands Partnership verwaltet, das gesetzlich durch den Bundesstaat installiert wurde. Die Mitglieder repräsentieren unterschiedliche bundeseigene, bundesstaatliche, städtische sowie Non-Profit-Organisationen. Darunter sind:
- United States National Park Service
- United States Coast Guard
- Massachusetts Department of Conservation and Recreation
- Massachusetts Port Authority
- Massachusetts Water Resources Authority
- Stadt Boston
- Boston Redevelopment Authority
- Boston Harbor Island Alliance
- Thompson Island Outward Bound Education Center
- Trustees of Reservations

Außerdem ist das Boston Harbor Islands Advisory Council Mitglied in der Partnerschaft, um Empfehlungen zur Verwaltung des Parks an die anderen Partner zu geben. Insgesamt besteht das Gremium aus 13 Personen, von denen jeder einen Stellvertreter ernennt. Während der Repräsentant der Küstenwache vom United States Secretary of Homeland Security ernannt wird, werden alle anderen Mitglieder vom United States Secretary of the Interior ernannt, nachdem dieser sich mit der entsendenden Organisation abgestimmt hat.
Die alltägliche Verwaltung jeder einzelnen Insel liegt in der Verantwortung eines der Partner. Dadurch gewährleistet die Partnerschaft im gesamten Schutzgebiet eine hohe Konsistenz und Koordination.

## DerBoston Harbor Islands State Park
Der Boston Harbor Islands State Park ist ein eingetragener State Park in Massachusetts und umfasst 13 Inseln im Boston Harbor. Der Park wurde bereits in den 1970er Jahren durch das Massachusetts Department of Environmental Management (DEM) eingerichtet und ist heute Teil der Boston Harbor Islands National Recreation Area, die 1996 ausgewiesen wurde. Aufgrund der ungewöhnlichen partnerschaftlichen Vereinbarungen innerhalb der Recreation Area existiert der State Park bis heute als Verwaltungseinheit und wird vom Department of Conservation and Recreation als Nachfolgeorganisation des DEM verwaltet. Der Sitz der Parkverwaltung befindet sich in der Nähe des Fähranlegers in Hingham.
Die zum State Park gehörenden Inseln sind:
- Bumpkin Island
- Calf Island
- Gallops Island
- Grape Island
- Great Brewster Island
- Green Island
- Hangman Island
- Little Calf Island
- Middle Brewster Island
- Outer Brewster Island
- Raccoon Island
- Sheep Island
- Slate Island

## Verkehr

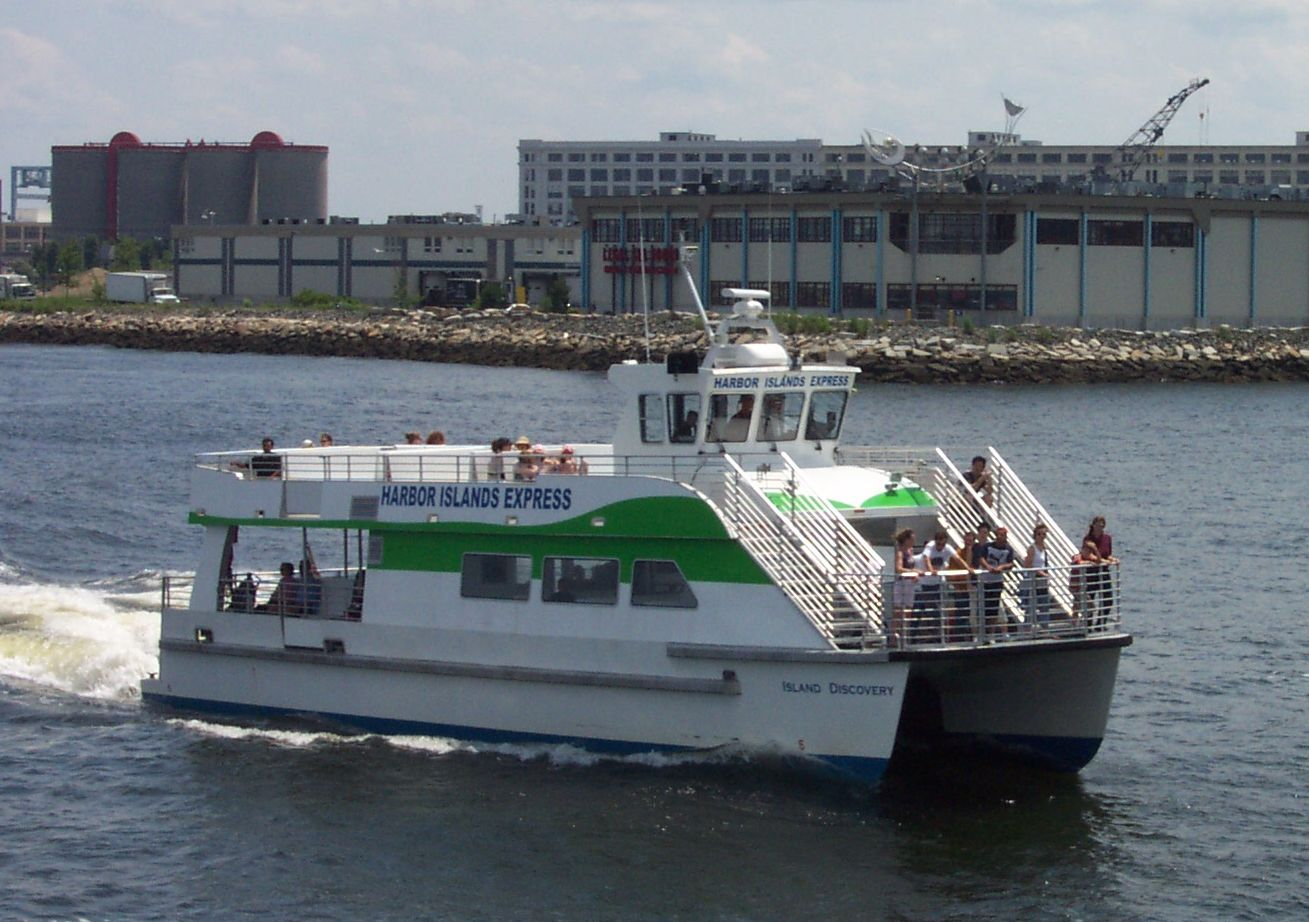
Die Fähren von Boston’s Best Cruises verbinden das Zentrum von Boston mit einigen der Inseln im Schutzgebiet.

Die Fähren von Boston’s Best Cruises (früher Harbor Islands Express) bieten Verbindungen von Long Wharf am Christopher Columbus Park zu den Inseln Georges und Spectacle.
Unter bestimmten Voraussetzungen können unter Beachtung von ortsspezifischen Einschränkungen auch Privatboote an den Inseln Georges, Spectacle, Grape, Bumpkin, Lovells und Peddocks anlegen.
Die Inseln Deer, Nut, Worlds End und Webb Memorial können auch vom Festland aus per Straßenverbindung erreicht werden. Dies trifft zwar prinzipiell auch auf die von Quincy aus erreichbare Inseln Moon Island zu, jedoch ist diese nicht öffentlich zugänglich und wird mit Zugangskontrollen abgeschirmt. Die Brücke zur Insel Long Island wurde im Jahre 2015 abgerissen, so dass kein Zugang existiert. 